# Klima-Nische

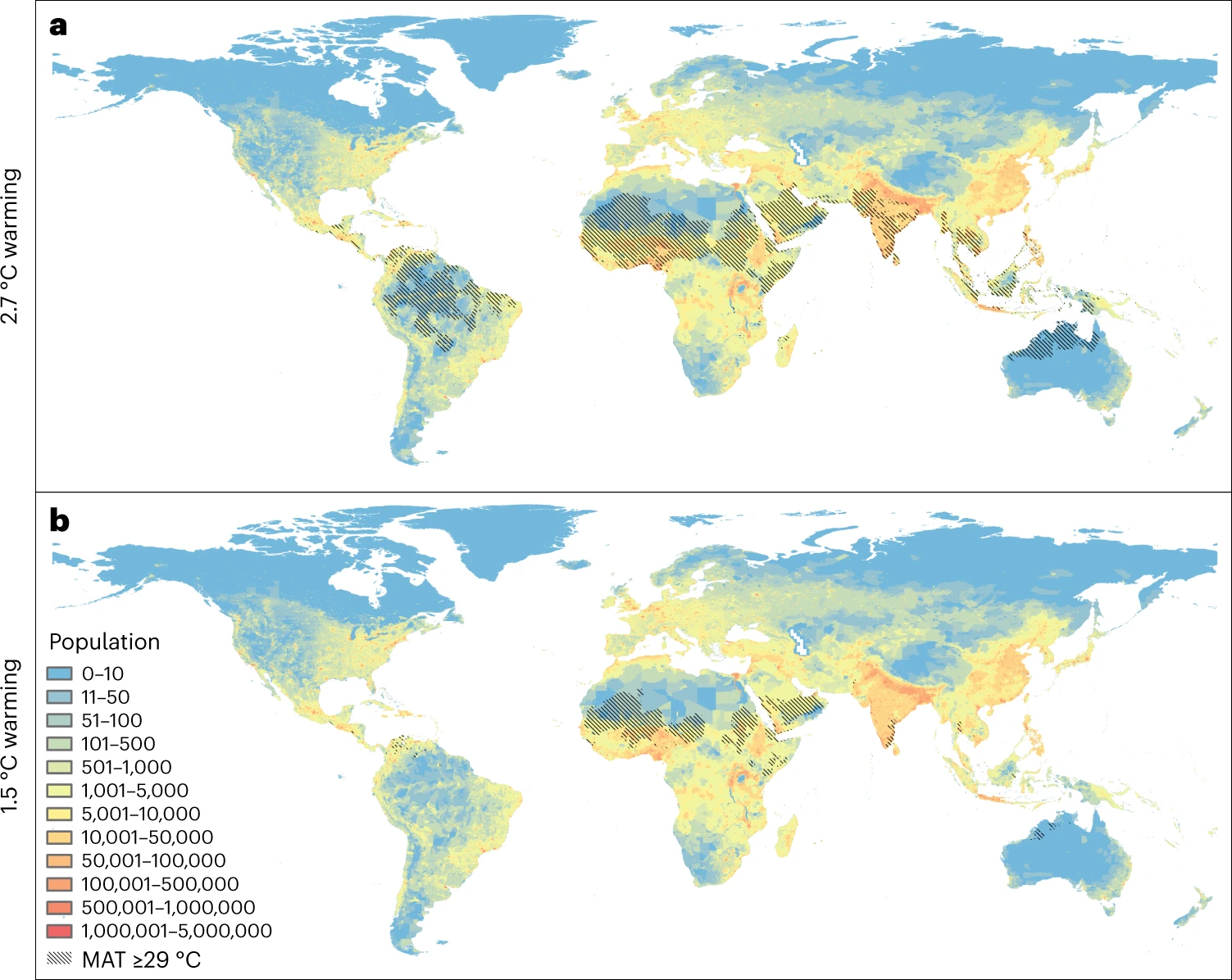
Klimanische bei gegenwärtiger Entwicklung und hypothetischer Einhaltung des 1,5-Grad-Ziels (schraffiert: nicht länger bewohnbare Zonen außerhalb der Klimanische)

Die menschliche Klimanische (englisch: human climate niche oder kurz: Klimanische, climate niche) ist die Gesamtheit der Umweltbedingungen, die in den vergangenen Jahrtausenden den Erhalt menschlichen Lebens und der entsprechender Kulturtechniken wie Landwirtschaft ermöglicht haben. Die Klimanische wird durch das Verhältnis von Faktoren wie Bevölkerungsdichte und Jahresdurchschnittstemperatur überschlagen. Damit kann angegeben werden, wie viele Menschen weltweit sich im Jahresverlauf in Regionen aufhalten, in denen ihr Überleben aufrechterhalten werden kann.
Die theoretische menschliche Populationsdichte entspricht im Jahresverlauf einer Bimodalverteilung der geeigneten Durchschnittstemperaturen zweier Modi; einem um 15 °C, einem zwischen 20 und 25 °C. Für die Lebensmittelsicherheit notwendige Ernteerträge und Nutztiere sind von ähnlichen ökologischen Nischen abhängig. Auch Faktoren wie Luftfeuchtigkeit können die Größe der Klimanische direkt (bspw. saisonal durch Erreichen der Feuchtkugeltemperatur) oder indirekt (etwa Erkrankungen, Nahrungsausfälle) beeinflussen. Mit dem Anstieg der globalen Durchschnittstemperaturen wird prognostiziert, dass weite Teile der Weltbevölkerung Umweltbedingungen außerhalb der menschlichen Klimanische ausgesetzt sein werden. Einige Prognosen unter Einbeziehung des demographischen Wandels gehen davon aus, dass sich zwischen 2030 und 2090 etwa 2,0 bis 3,7 Milliarden Menschen außerhalb der Klimanische aufhalten werden. Bei global gleichbleibender Bevölkerungszahl und einem derzeit realistischen Szenario von 2,7 Grad Celsius Erwärmung könnte dies beispielsweise für Deutschland einen absehbaren Zustrom von 67 Millionen Menschen bedeuten.
Aufgrund der Zahl der Betroffenen, der prognostizierten Intensität möglicher Migrationsbewegungen und resultierender Konflikte wird die Verkleinerung der Klimanische mancherorts als „Genozid“ für weite Teile der Bevölkerung Afrikas und indigener Völker weltweit bezeichnet. Da die auf absehbare Zeit aus ihren ursprünglichen Regionen vertriebenen Menschen mehrheitlich keinen signifikanten Anteil an den Ursachen haben, ist die sich verkleinernde Klimanische auch Bestandteil von Fragen der Klimagerechtigkeit.

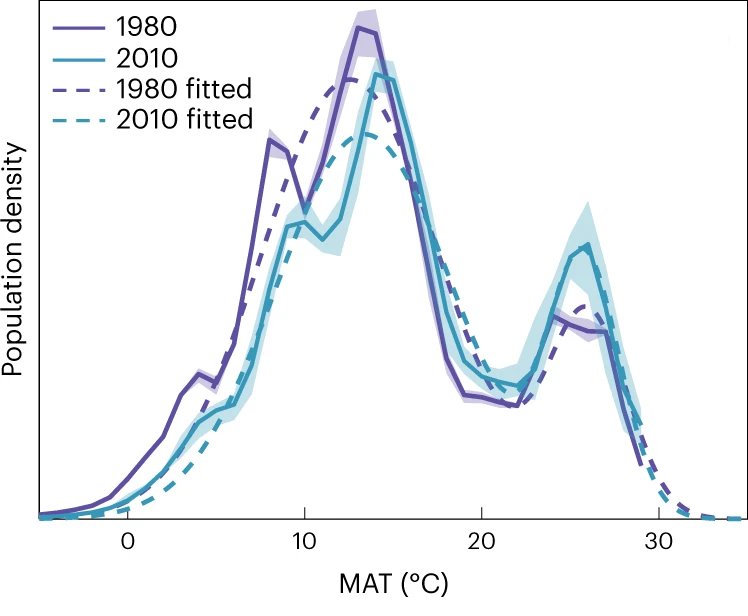
Veränderung der relativen Bevölkerungsdichte gegenüber der Jahresdurchschnittstemperaturen